# 助触媒

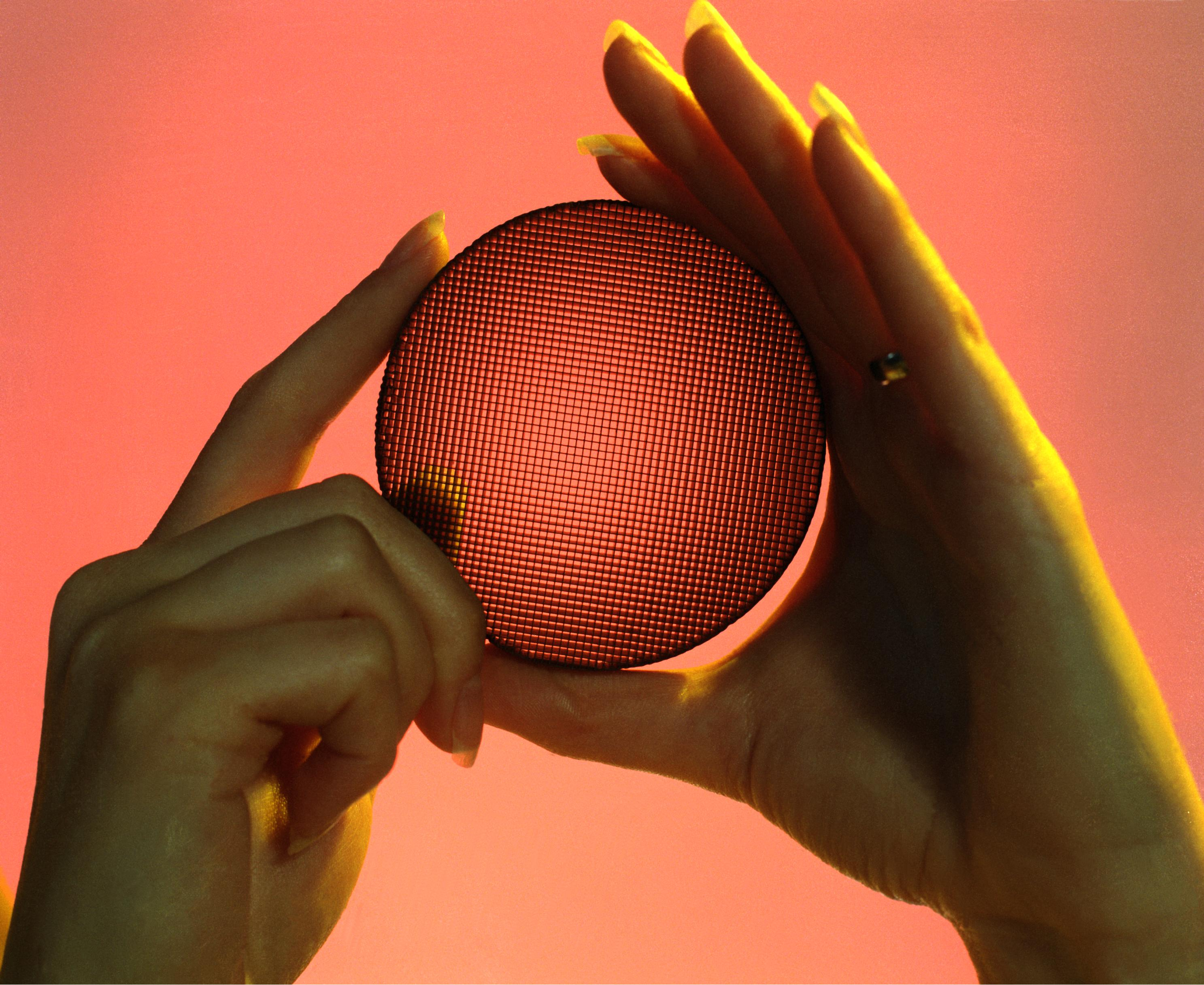

助触媒  (じょしょくばい ) (英語: promotors)、共触媒、または共同触媒 (英語: cocatalysts/co-catalysts) と呼ばれるものは触媒作用を向上させる化学種である。自分単独では触媒作用をもたらせないが、適当な触媒と一緒にその触媒が加速させている触媒化学 反応を補助する効果になる。触媒毒と反応抑制剤の逆効果で反応を遅らせる結果になる。 